# Józef Rogosz

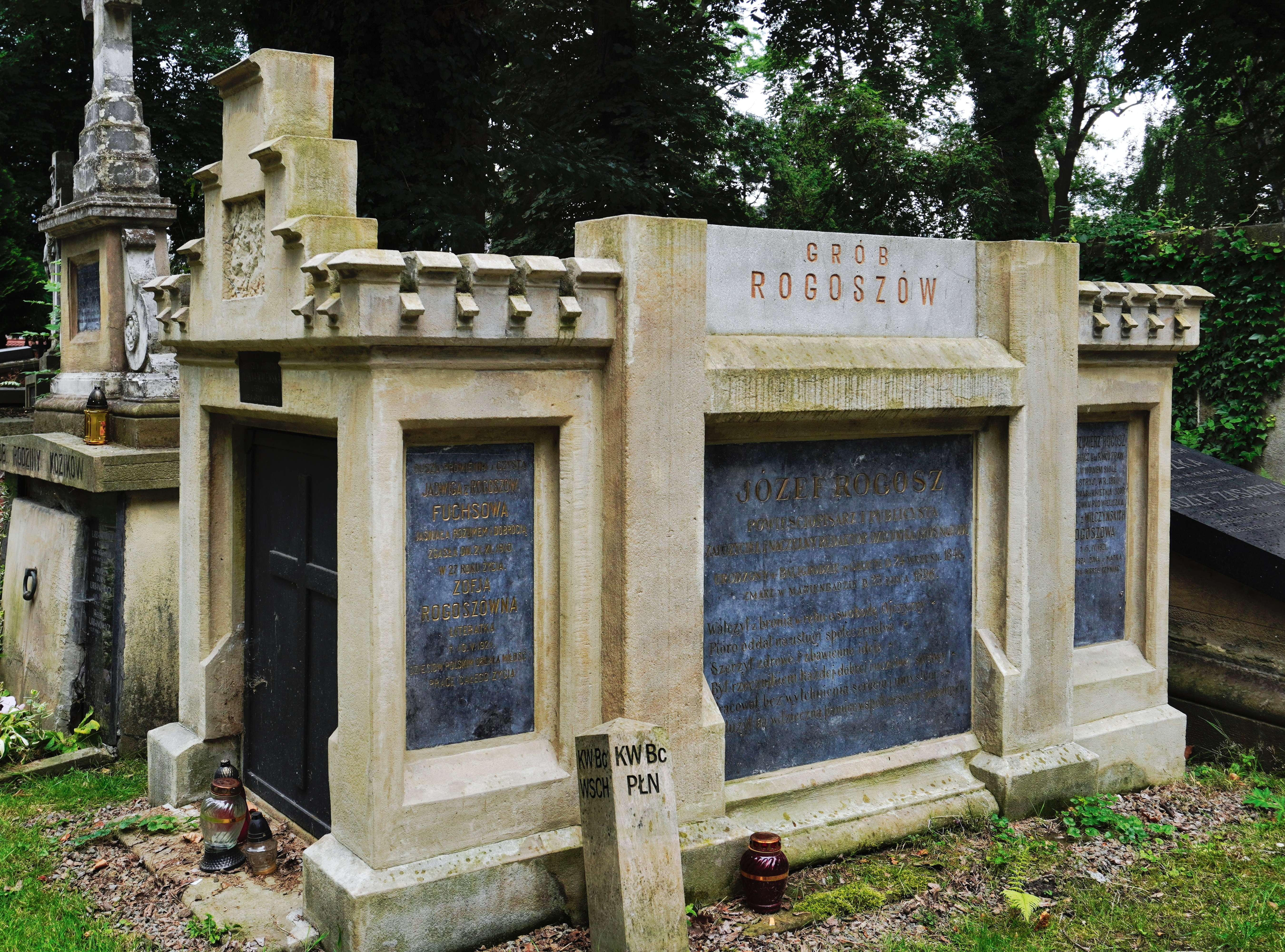
Grób Józefa Rogosza na cmentarzu Rakowickim w Krakowie

Józef Atanazy Rogosz herbu Ostoja (ur. 24 września 1846 w Baligrodzie, zm. 23 lipca 1896 w Marienbadzie) – polski pisarz, wydawca i publicysta.

## Życiorys
Urodził się w rodzinie szlacheckiej. Uczestniczył w powstaniu styczniowym w oddziałach Langiewicza, po upadku powstania wyemigrował i przebywał głównie we Włoszech i Francji. Do ojczyzny powrócił w 1867 roku i zamieszkał we Lwowie. Był korespondentem Gazety Narodowej, a od 1869 roku redagował z Janem Lamem i Henrykiem Rewakowiczem „Dziennik Polski”. W 1874 roku założył „Tydzień Literacki, Artystyczny, Naukowy i Społeczny”, był także właścicielem księgarni wydawniczej. 
W 1883 roku przeniósł się do majątku żony w Nowym Siole pod Stryjem, później do Zborówka pod Krakowem. W 1893 roku założył w Krakowie czasopismo „Głos Narodu”. Początkowo był związany z obozem liberalno-demokratycznym, następnie jego poglądy skierowały się w stronę nacjonalizmu.
Ojciec Zofii Rogoszówny i Józefiny Rogosz-Walewskiej. Pochowany na cmentarzu Rakowickim w Krakowie.
Jako pisarz debiutował po 1860 roku poematami Olga i Pojednanie.

## Publikacje
- Olga (1861)[3]
- Pojednanie (1861)[4]
- Choroby Galicji w latach od 1866-1876 podpatrzone i opowiedziane przez dukata (1876)[5]
- Marzyciele (1881)[6][7]
- Ostatni karmazyn (1883)
- Motory życia (1884)[8][9][10][11]
- Ostatni szaraczek (1884)
- Dla idei (1885)[12][13]
- Kalejdoskop (1891)[14]
- Grabarze (1892)[15][16]
- W piekle galicyjskim (1896)[17]